# Пухов, Николай Павлович

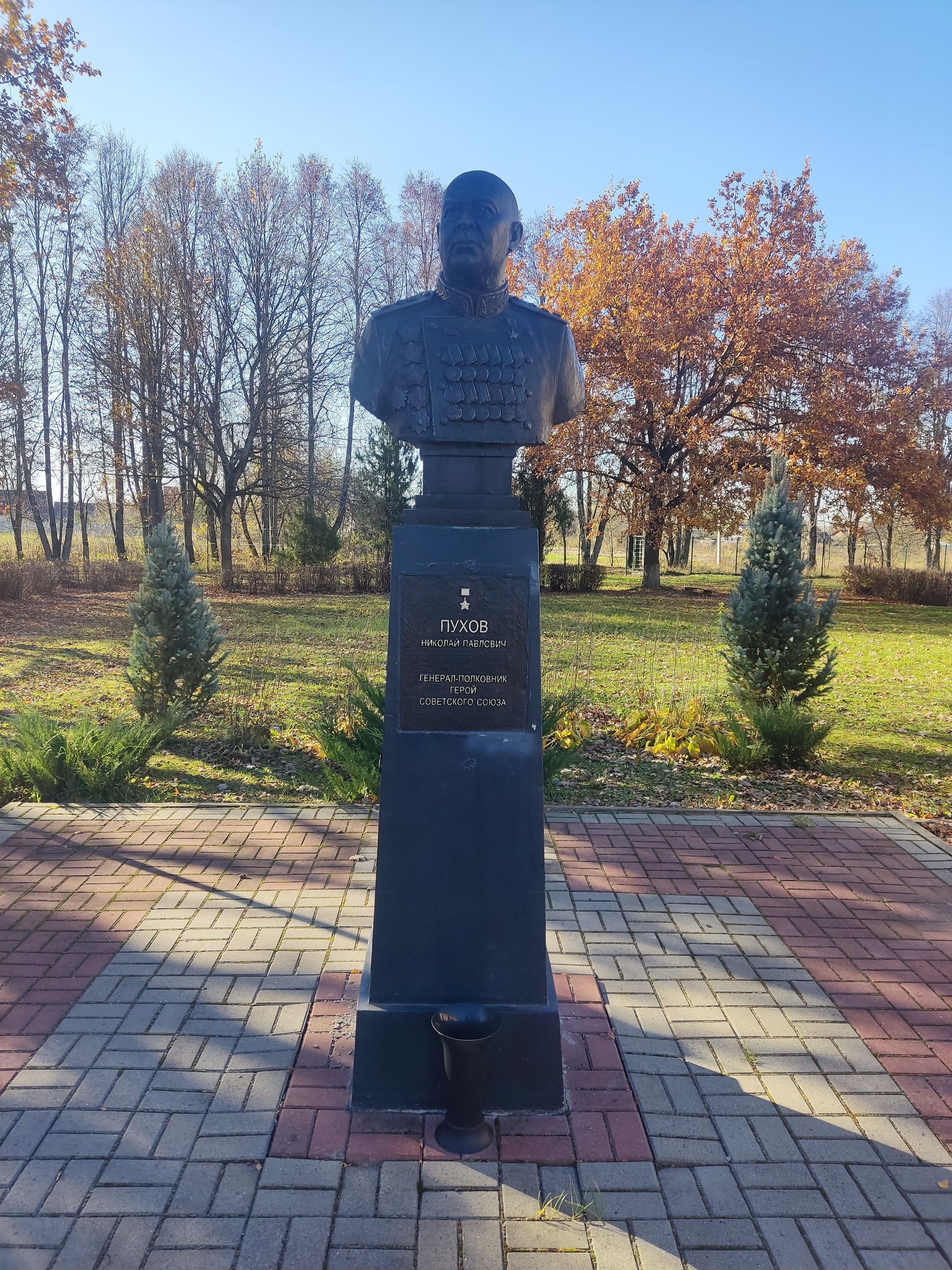
Бюст Николая Павловича Пухова в селе Утёшево (Бабынинский район, Калужская область)

Могила Н. П. Пухова на Новодевичьем кладбище, Москва.

Никола́й Па́влович Пу́хов (13 (25) января 1895 года — 28 марта 1958 года) — советский военачальник, командующий армией в Великой Отечественной войне. Герой Советского Союза (1943). генерал-полковник (1944).

## Молодость и Первая мировая война
Родился 25 января 1895 года в селе Гришово ныне Бабынинского района Калужской области. Русский. Родился в семье служащего. Мать работала учителем в сельской школе. В 1903 году окончил земскую школу. Окончил Калужскую духовную семинарию в 1915 году. В том же году поступил в Императорский Московский университет, но из-за бедности семьи уже в начале первого курса учёбу пришлось прекратить. С октября 1915 года работал учителем истории и литературы в высшем начальном училище села Плохино Жиздринского уезда Калужской губернии.
Мобилизован на военную службу в Русскую императорскую армию в апреле 1916 года в качестве вольноопределяющегося. Окончил 2-ю Петергофскую школу прапорщиков в 1916 году. С 1916 года служил младшим офицером 163-го запасного пехотного полка (Челябинск). С июня 1917 года участвовал в Первой мировой войне, воевал на Северном фронте в составе 744-го пехотного полка: младший офицер полка, начальник конной разведки. В августе 1917 года в ходе Рижской оборонительной операции был отравлен газами, и потом из-за плохого снабжения в госпитале заболел цингой. В январе 1918 года демобилизован в чине прапорщика. Вернулся в родные края.

## Гражданская война
В Красную гвардию вступил добровольцем в феврале 1918 года. По собственному признанию Н.П. Пухова, произошло это случайно и спонтанно, когда он находился на станции Лиски в поисках продовольствия для семьи. Был назначен адъютантом штаба (по-современному, начальником штаба) красногвардейских отрядов Воронежской губернии. В мае 1918 года все отряды были объединены в 2-й Воронежский полк, который был зачислен в Красную Армию, а Пухов назначен адъютантом полка. Участник Гражданской войны в России. С полком в 1918 году воевал против казачьих войск генерала П. Н. Краснова. С марта 1919 года — начальник штаба Калачёвской группы войск 8-й армии Южного фронта, с апреля — начальник штаба 3-й бригады 1-й особой стрелковой дивизии, с октября — начальник штаба 1-й бригады отдельной Рязанской пехотной дивизии. Воевал против армий Вооружённых сил Юга России генерала А. И. Деникина, в том числе при отражении рейда Мамантова.
В ноябре бригада была переброшена на Карельский перешеек и включена в состав 1-й сводной дивизии 7-й армии. Там Пухов участвовал в боях против финских войск (так называемая первая советско-финская война). В январе 1920 года с бригадой был переброшен в Прибалтику, где её включили в 15-ю армию.  Там сначала участвовал в боях против латышских войск, а затем — в советско-польской войне.
С сентября 1920 года — начальник штаба 61-й (затем 63-й) бригады 21-й стрелковой дивизии, которые сначала вели боевые действия против поляков, а затем против войск С.Н. Булак-Балаховича в Белоруссии. С января 1921 года — начальник штаба 21-й стрелковой дивизии, которая была переброшена в Архангельск, а в апреле — на Горный Алтай, где участвовал в боевых действиях против отрядов А. П. Кайгородова и А. С. Бакича.

## Межвоенное время
С апреля 1923 года — начальник штаба 35-й стрелковой дивизии Западно-Сибирского военного округа. С января 1924 по март 1930 года — командир 34-го Омского стрелкового полка 12-й стрелковой дивизии в Сибирском военном округе. С сентября 1925 по октябрь 1926 года на Стрелково-тактических курсах усовершенствования комсостава РККА имени III Коминтерна, после окончания которых вновь командовал тем же полком. С марта 1930 года – на преподавательской работе на тех же курсах: руководитель тактики, начальник курса (с декабря 1931), главный руководитель тактики. С июля 1932 по март 1934 года – помощник начальника 1-го отдела Автобронетанкового управления РККА.
В январе 1935 года окончил академические курсы технического усовершенствования комсостава при Военной академии механизации и моторизации РККА имени И.В. Сталина, после чего оставлен в академии в должности старшего руководителя кафедры тактики. С июля 1936 года – помощник начальника по учебно-строевой части, а с марта 1938 года – начальник Харьковского бронетанкового училища имени И.В. Сталина. С апреля 1939 года — преподаватель в Военно-хозяйственной академии РККА имени В.М. Молотова. В 1940 году ему было присвоено учёное звание «ассистент по кафедре тактики». С января 1941 года – начальник учебного отдела в Интендантской академии РККА.

## Великая Отечественная война
В начале Великой Отечественной войны Н. П. Пухов направлен на фронт и с августа 1941 года командовал 304-й стрелковой дивизией. В составе 38-й армии Юго-Западного фронта дивизия в сентябре 1941 года участвовала в оборонительных боях в районе Полтавы, в октябре — в Сумско-Харьковской оборонительной операции. Хотя дивизии приходилось нести большие потери, Пухову удалось добиться искоренения фактов паники и отходов без приказа.
В январе 1942 года сразу с должности командира дивизии назначен заместителем командующего 13-й армией Брянского фронта, однако поскольку командующий в армии назначен не был, то Н. П. Пухов исполнял его обязанности, а в мае 1942 года официально назначен командующим армией. Впоследствии, с 12 марта 1943 года армия сражалась в составе Центрального фронта, с 6 октября 1943 — Воронежского фронта, с октября 1943 — 1-го Украинского фронта. В июне-июле 1942 года армия участвовала в Касторненской оборонительной операции (составная часть Воронежско-Ворошиловградской стратегической оборонительной операции), где её войска упорно дрались в обороне и вынудили немецкое командование перенести основной удар на позиции других армий. В Воронежско-Касторненской операции (январь-февраль 1943) 13-я армия быстрыми темпами взломала строившуюся полгода немецкую оборону и ударом с севера замкнула кольцо окружения вокруг Касторненской группировки немецких войск. В Малоархангельской операции (февраль 1943) армия с тяжелыми боями пыталась замкнуть кольцо окружения вокруг Орловской группировки немецких войск, но добилась только продвижения на 10-20 километров.
В оборонительном сражении на северном участке Курской битве  на позиции 13-й армии пришёлся главный удар северной ударной группировки — 9-й немецкой армии генерал-полковника Моделя. С 5 по 11 июля части армии при содействии соседней 70-й армии и резервов фронта перемололи в боях атакующего противника, и отойдя всего на несколько километров, полностью измотали его, сорвав немецкий план окружения советских войск в районе Курска. В июле-августе 1943 года 13-я армия участвовала в Орловской операции.
Вторым «звёздным часом» командарма Пухова после Курска стала Черниговско-Припятская операция, когда его армия, будучи переброшена с северного фланга фронта на направление главного удара, в полном порядке совершила форсированный марш, в заданный командующим фронтом срок сосредоточилась на исходном рубеже на направлении главного удара фронта, сбила противостоящие ей немецкие войска и вырвалась на оперативный простор. Стремительно наступая по 30-40 километров в день, 13-я армия прорвала несколько оборонительных рубежей до того, как их успевали занять отходившие немецкие войска. Отлично действовали созданные Пуховым передовые отряды. Одна за другой части армии с ходу форсировали реки Десна, Днепр и Припять, создав в итоге крупный Чернобыльский плацдарм севернее Киева. Именно войска 13-й армии 22 сентября 1943 года первыми среди всех трёх наступавших в Битве за Днепр советских фронтов форсировали Днепр. За умелое управление войсками армии при форсировании рек Десна, Днепр, Припять и проявленные при этом мужество и отвагу указом Президиума Верховного Совета СССР от 16 октября 1943 года генерал-лейтенанту Пухову Николаю Павловичу присвоено звание Героя Советского Союза. В битве за Днепр Героями стали и свыше 300 воинов 13-й армии.
В последующие годы войны войска 13-й армии генерала Пухова участвовали в Киевской наступательной и в Киевской оборонительной операциях, в Житомирско-Бердичевской, Ровно-Луцкой, Проскуровско-Черновицкой, Львовско-Сандомирской, Висло-Одерской, Нижне-Силезской, Верхне-Силезской, Берлинской и Пражской операциях. Войсками 13-й армии были освобождены десятки крупных городов. Армия 26 раз упоминалась в приказах Верховного Главнокомандующего.

## Послевоенное время
После войны продолжал командовать 13-й армией. В июне 1946 года назначен командующим 8-й механизированной армии Прикарпатского военного округа.
С февраля 1948 года по ноябрь 1951 года — командующий войсками Одесского военного округа. В 1952 году окончил Высшие академические курсы при Высшей военной академии имени К. Е. Ворошилова, некоторые время оставался без нового назначения. С апреля по ноябрь 1953 года командовал войсками Северо-Кавказского, с ноября 1953 года по январь 1956 года — войсками Западно-Сибирского и с января 1956 года по июнь 1957 года — войсками Сибирского военных округов.
С июня 1957 года — Главный военный советник Министра Вооружённых Сил Румынской Народной Республики и в Румынской Народной Армии.
Член ВКП(б) с 1941 года. Депутат Верховного Совета СССР 3-го и 4-го созывов (1950—1958).
Скончался 28 марта 1958 года в Москве. При жизни начал писать книгу воспоминаний, но не успел её закончить. Незавершённый вариант книги вышел через год после смерти Николая Павловича под названием «Годы испытаний». Также автор двух работ «О воинском воспитании молодых офицеров» (Москва, 1944) и «Воинское воспитание молодых офицеров» (Москва, 1945).

## Отзывы
Командующий 1-м Украинским фронтом, в составе которого долгое время сражалась 13-я армия, Иван Степанович Конев так отзывался о Н. П. Пухове:

…в первое время работы с Пуховым мне казалось, что Николай Павлович несколько мягковат, недостаточно твёрд. Узнав его ближе, я убедился, что этот внешне мягкий, спокойный человек способен проявить решимость в сложной обстановке и твёрдой рукой поддержать в армии порядок.

Николая Павловича Пухова я знал давно по совместной учёбе в 1926 году в Высшей стрелковой школе. Мы учились в одной группе на отделении командиров полков и даже жили в одной комнате. Пухов прибыл в школу с должности командира Омского стрелкового полка. В нём сразу чувствовался хорошо образованный, культурный человек. Он оказался прекрасной души человеком, и мы очень быстро подружились. Превосходный полковой командир, учитель до военной службы, Пухов и в армии очень серьёзно занимался проблемой воспитания, прекрасно знал методику педагогики. Не забывал он об этом искусстве и в суровые годы войны.

Некоторый боевой опыт, приобретённый им ещё в годы первой мировой войны, командование полком и работа в военно-учебных заведениях Красной Армии выработала из Пухова, при его исключительных индивидуальных способностях, отменного военачальника, великолепно справлявшегося с командованием армией на протяжении всей Великой Отечественной войны и в любой боевой обстановке. Помню как-то Н. Ф. Ватутин (довольно сдержанный в оценках своих подчиненных) на мой вопрос (если не ошибаюсь, в январе 1944 года), как идут дела в армии Н. П. Пухова, ответил: « Армии, возглавляемой генералом Пуховым, даже под 13-м номером везёт. Правда, постоянный успех этой армии говорит о том, что, кроме „везения“, у руководящего состава армии, и прежде всего у её командарма, есть ещё и немалое умение бить врага в любых условиях. Хотелось бы иметь побольше таких командармов….»— Дважды Герой Советского Союза  Маршал Советского Союза  Василевский А. М. Дело всей жизни. — Изд. второе, доп. — М: Политиздат, 1975. — С.308.

## Воинские звания
- 4 декабря 1935 — полковник
- 2 апреля 1940 — комбриг
- 4 июня 1940 — генерал-майор
- 14 февраля 1943 — генерал-лейтенант
- 26 августа 1944 — генерал-полковник

## Награды
- Медаль «Золотая Звезда» Героя Советского Союза № 1799 (16.10.1943);[5]
- четыре ордена Ленина (24.01.1955, 16.10.1943, 21.02.1945, 06.04.1945);
- три ордена Красного Знамени (27.03.1942, 03.11.1944, 24.06.1948);
- три ордена Суворова 1-й степени (08.02.1943, 16.09.1943, 29.05.1945);
- два ордена Кутузова 1-й степени (27.08.1943, 25.08.1944);
- орден Богдана Хмельницкого 1-й степени (10.01.1944);
- медали;
- ордена иностранных государств:
  - Орден Крест Грюнвальда 3-й степени (Польша)
  - Орден За воинскую доблесть 3-й степени (Польша)
  - Орден Республики (Тува) (Тува, 15.03.1943))
  - Военный крест 1939 года (Чехословакия)
  - две медали иностранных государств

## Память
- Средняя общеобразовательная школа имени Н.П. Пухова действует в с. Утешево Бабынинского района Калужской области[6].
- В селе Утешево Бабынинского района Калужской области Н. П. Пухову в 2018 году установлен памятник[7].
- Его именем названы улицы городов: Донецка, Киева (Украина) и Калуги.
- В городе Калуга в память о Герое установлена мемориальная доска.
- В селе Гришово, на месте дома, в котором родился Николай Павлович Пухов, установлен памятный камень и мемориальная доска[8].